# 瓦伦提尼安一世
弗拉维斯·瓦伦提尼安努斯（大帝）（Flavius Valentinianus，321年—375年11月17日），通称瓦伦提尼安一世（Valentinian I），罗马帝国西部皇帝（364年——375年在位），也稱作「瓦伦提尼安大帝」。

## 生平
瓦伦提尼安一世出生于潘诺尼亚，与其弟東部皇帝瓦伦斯均为当地将领老格拉提安之子。他先后为朱利安和约维安服役，约维安死后和瓦伦斯一道被推举为罗马帝国皇帝。即位之后，瓦伦提尼安和瓦伦斯平分了罗马帝国，瓦伦提尼安选择了西部。
瓦伦提尼安相當殘暴，輕微過失立刻判死刑，曾將罪犯直接與他飼養的兩頭熊關在一起，讓罪犯被熊活活吞食。
在位期间，瓦伦提尼安在边境地区多次对蛮族作战。374年，夸迪人入侵罗马帝国，瓦伦提尼安率军迎战，但因血管爆裂暴毙于军中。